# St. Jakob (Małujowice)

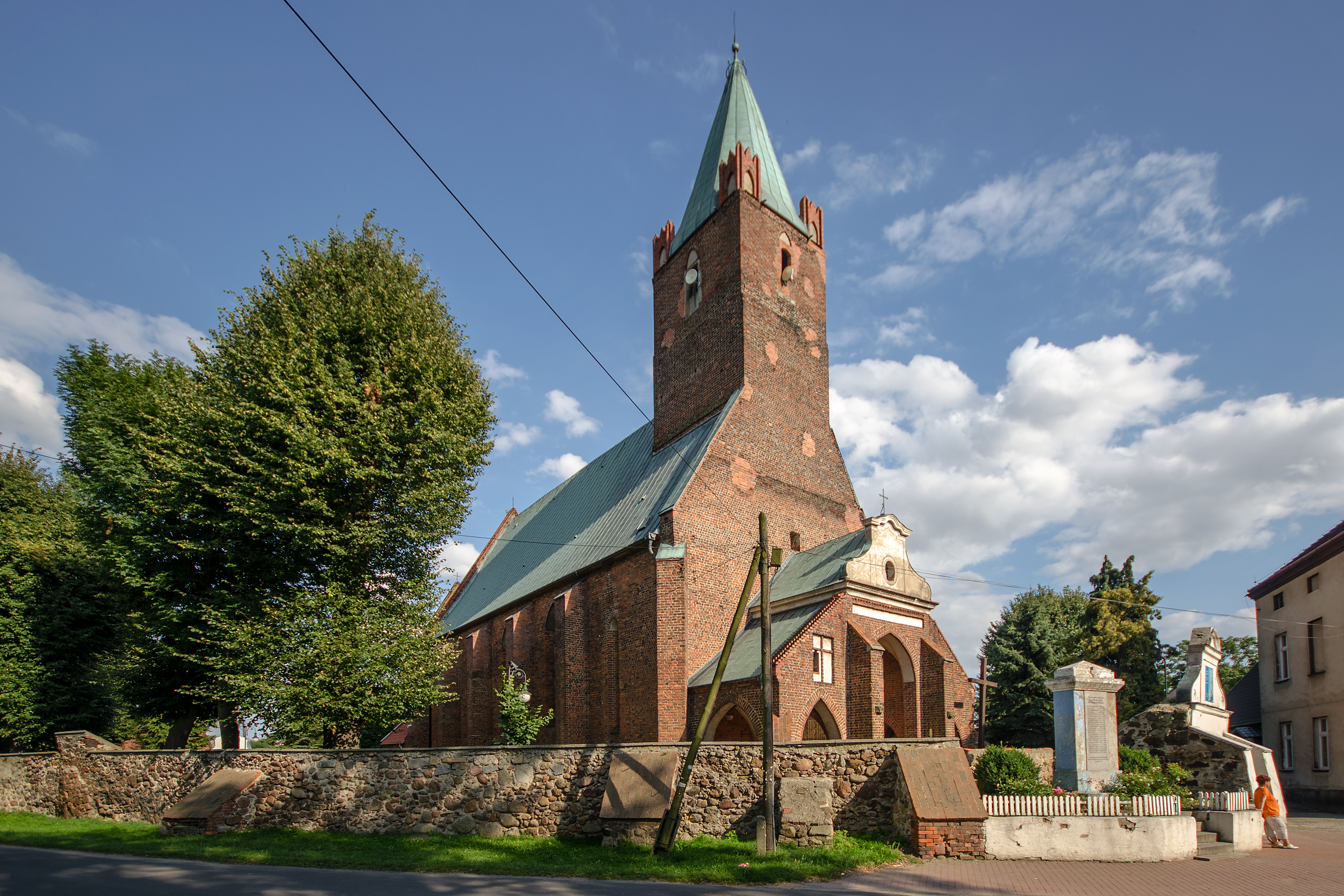
St. Jakob (Małujowice), Westansicht mit Glockenturm

Die St.-Jakobus-Kirche (polnisch Kościół św. Jakuba Apostoła) ist eine römisch-katholische Kirche in der schlesischen Ortschaft Małujowice (deutsch Mollwitz). Das Gotteshaus liegt im Dorfzentrum an der Hauptstraße des Ortes. Die Kirche ist die Pfarrkirche der Pfarrei St. Jakob (Parafia św. Jakuba Apostoła) in Małujowice.

## Geschichte

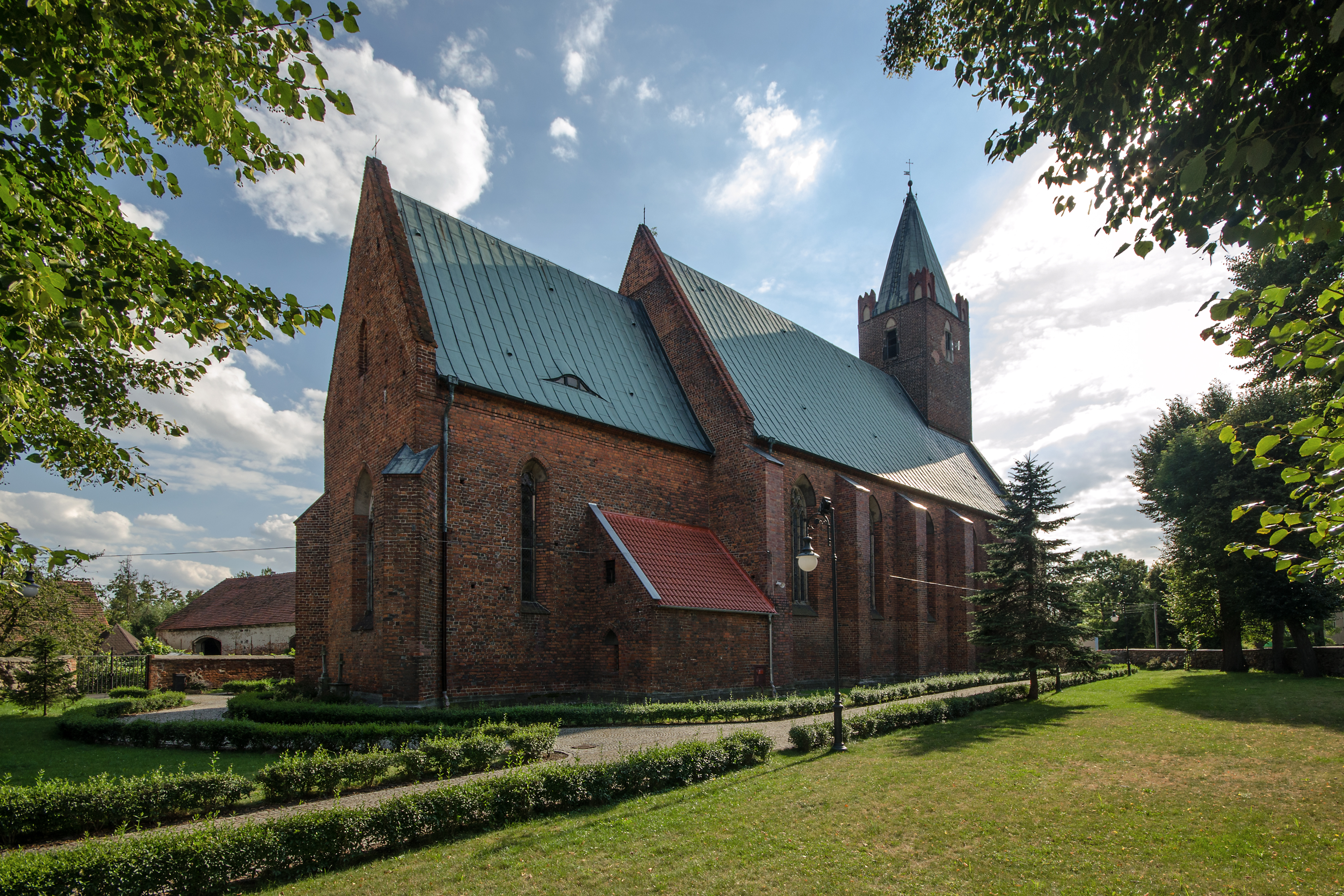
Nordostansicht

Ein Gotteshaus im Ort wurde 1288 erstmals erwähnt und entstand voraussichtlich bereits um 1250. Der heutige Backsteinbau stammt größtenteils aus dem Anfang des 14. Jahrhunderts und war ursprünglich nach dem Hochfest Allerheiligen benannt. 1400 erhielt der Kirchenbau einen Glockenturm an der Westseite. Im 16. Jahrhundert erfolgte ein Um- und Ausbau der Kirche. Mit Einzug der Reformation wurde die Kirche 1533 protestantisch. Bis 1945 diente die Kirche der evangelischen Gemeinde, die zum Kirchenkreis Brieg in der preußischen Kirchenprovinz Schlesien gehörte, als Gottesdienststätte. 1691 und im Laufe des 18. Jahrhunderts erfolgten Sanierungsarbeiten am Kirchenbau. Zwischen 1860 und 1871 wurden die Malereien im Inneren freigelegt. Zwischen 1933 und 1937 erfolgte eine grundlegende Sanierung des Kirchenbaus. 
Seit 2009 steht der Kirchenbau unter Denkmalschutz.

## Architektur

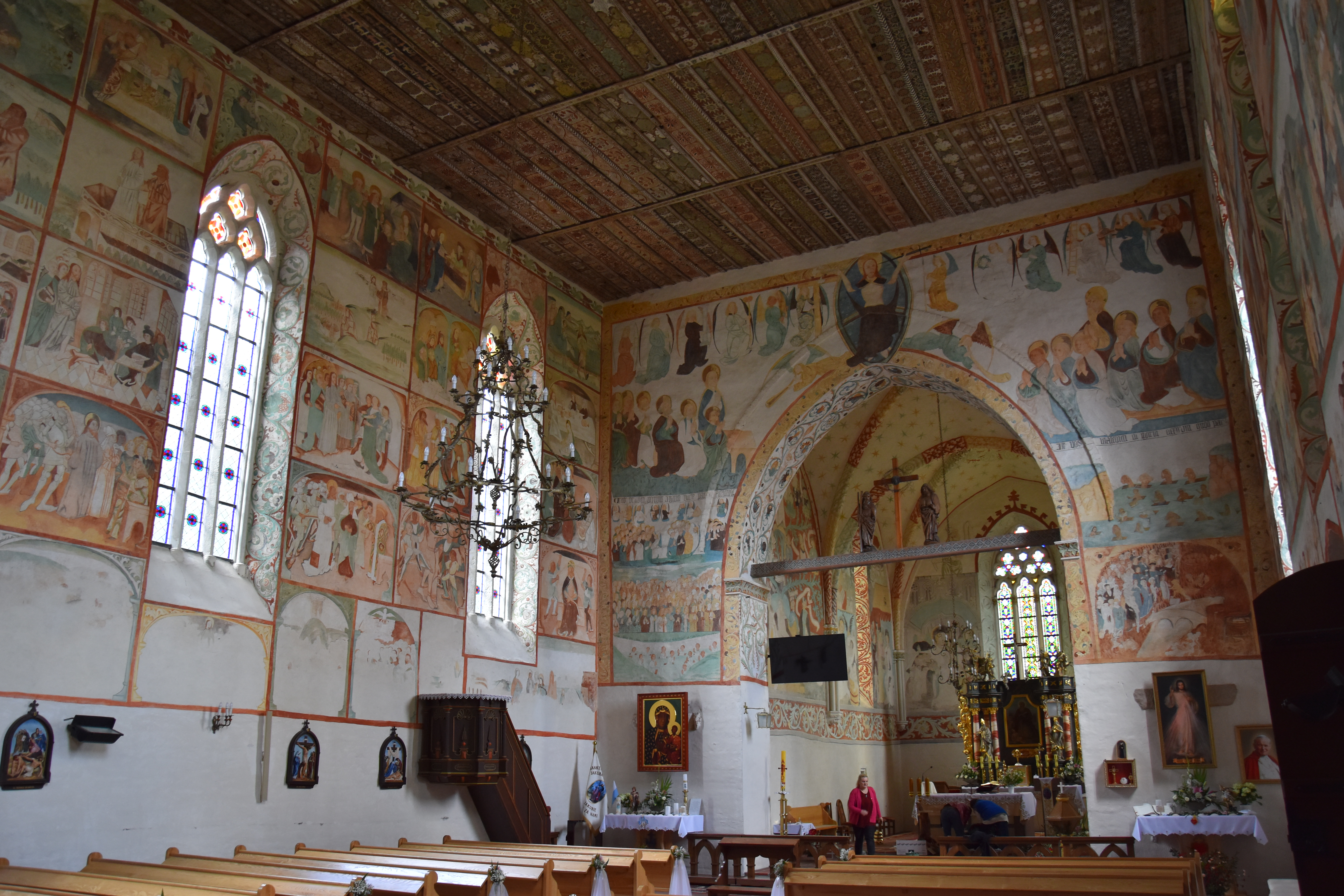
Innenansicht mit Wandmalereien

Der Bau entstand im gotischen Stil als Backstein-Saalkirche. Das Gebäude besitzt ein flachgedecktes Langhaus mit einem zweijochigen rechteckigen Chor. An der Westseite liegt der auf quadratischem Grundriss erbaute Glockenturm. Bekrönt ist der Turm mit einem achteckigen Spitzhelm. 
Das Gotteshaus besitzt reiche, aus der Mitte des 14. bis zum ersten Viertel des 16. Jahrhunderts stammende Wandmalereien. Wegen der Zerstörung durch die Hussiten wurden die Wandmalereien um 1480 erneuert. Sie beinhalten Themen aus dem Alten und Neuen Testament (Biblia pauperum) und gehören zu den besten gotischen Wandmalereien in Polen. Nachdem die Kirche evangelisch geworden war, wurden die Wandmalereien verputzt. In den 60er Jahren des 19. Jahrhunderts wurden die Bilder im Hauptschiff vom Putz befreit und die Wandmalereien freigelegt.
Umgeben ist die Kirche durch eine Steinmauer aus dem 15. Jahrhundert. Die Mauer besitzt spitzbogige Steintore im Westen und Osten.